# Division de Honor Masculina - A
Die Division de Honor Masculina – A (DHMA) ist die höchste spanische Hockey-Liga. Die Liga wurde 1957 von der Real Federatión Española de Hockey (RFEH) gegründet und wird, abgesehen von einer Unterbrechung von neun Jahren zwischen 1961 und 1969, jährlich ausgetragen. Sie ist heute neben der deutschen 1. Bundesliga und der niederländischen Rabo Hoofdklasse eine der besten Ligen Europas. Der Sieger der Division de Honor Masculina – A ist spanischer Meister und damit für den Europapokal, der Euro Hockey League, der nächsten Saison qualifiziert. Die letzte Mannschaft steigt in die Division de Honor Masculina – B ab.
Es gibt auch einen Pokalwettbewerb, an denen die Mannschaften der ersten Liga teilnehmen, dies ist der Landespokal Copa de S.M. el Rey.

## Saison 2006–2007
Die Saison begann am 15. Oktober 2006 und endete am 6. Mai 2007 und ist unterteilt in 18 Spieltagen, spanisch Jornada. Es nahmen zehn Mannschaften am Wettbewerb teil.
- Barrocas-Caldaria Ourense
- CD Terrassa
- Club de Campo Villa de Madrid
- Club Egara
- FC Barcelona
- Krafft CA San Sebastian
- Ono Atlètic Terrassa
- RC Jolaseta
- Real Club de Polo de Barcelona
- UD Taburiente

## Saison 2010–2011
Die Saison begann am 15. Oktober 2010 und endete am 6. Mai 2007 und war in eine Vorrunde mit zwei Staffeln mit je sechs Teams unterteilt. Die ersten drei Mannschaften qualifizierten sich für die Endrunde, die anderen Clubs mussten in die Abstiegsrunde. Die vier bestplatzierten Teams der Endrunde bestritten die Meisterschafts-Play-offs.

### Vorrunde
| Pl. | Club                | Sp. | Tore  | Pkt. |
| --- | ------------------- | --- | ----- | ---- |
| 1.  | Club de Campo Villa | 10  | 70:10 | 20   |
| 2.  | Real Club de Polo   | 10  | 44:16 | 14   |
| 3.  | CD Complutense      | 10  | 24:23 | 14   |
| 4.  | CH Pozuelo          | 10  | 22:33 | 6    |
| 5.  | Valles Esportiu     | 10  | 12:53 | 4    |
| 6.  | Real Club Jolaseta  | 10  | 13:50 | 2    |

| Pl. | Club                      | Sp. | Tore  | Pkt. |
| --- | ------------------------- | --- | ----- | ---- |
| 1.  | Atlètic Terrassa          | 10  | 37:9  | 20   |
| 2.  | Club Egara                | 10  | 28:19 | 13   |
| 3.  | Las Palmas de Gr. Canaria | 10  | 19:19 | 11   |
| 4.  | RS Tenis                  | 10  | 15:21 | 7    |
| 5.  | CD Terrassa               | 10  | 20:26 | 6    |
| 6.  | CHP Benalmadena           | 10  | 17:42 | 3    |

### Endrunde
| Pl. | Club                      | Sp. | Tore  | Pkt. |
| --- | ------------------------- | --- | ----- | ---- |
| 1.  | Atlètic Terrassa          | 10  | 30:11 | 17   |
| 2.  | Club de Campo Villa       | 10  | 38:15 | 17   |
| 3.  | Real Club de Polo         | 10  | 34:21 | 10   |
| 4.  | Club Egara                | 10  | 18:24 | 10   |
| 5.  | CD Complutense            | 10  | 15:30 | 6    |
| 6.  | Las Palmas de Gr. Canaria | 10  | 10:40 | 0    |

| Pl. | Club               | Sp. | Tore  | Pkt. |
| --- | ------------------ | --- | ----- | ---- |
| 1.  | CD Terrassa        | 10  | 26:18 | 14   |
| 2.  | RS Tenis           | 10  | 25:19 | 14   |
| 3.  | CH Pozuelo         | 10  | 30:25 | 11   |
| 4.  | CHP Benalmadena    | 10  | 30:29 | 11   |
| 5.  | Valles Esportiu    | 10  | 19:22 | 7    |
| 6.  | Real Club Jolaseta | 10  | 18:35 | 3    |

### Play-offs
Halbfinale (Die besten drei)
- Club Egara - Atlètic Terrassa 3:2
- Atlètic Terrassa - Club Egara 3:0
- Atlètic Terrassa - Club Egara 3:1

- Real Club de Polo - Club de Campo Villa 3:2
- Club de Campo Villa - Real Club de Polo 2:1
- Club de Campo Villa - Real Club de Polo 5:1

Finale (Die besten drei)
- Club de Campo Villa - Atlètic Terrassa 5:4
- Atlètic Terrassa - Club de Campo Villa 3:2
- Atlètic Terrassa - Club de Campo Villa 3:2

## Spanische Hockey-Meister

### Nach Saison
- 1958: Real Club de Polo de Barcelona[1]
- 1959: Real Club de Polo de Barcelona
- 1960: Gaviria
- 1961 bis 1969: Nicht ausgetragen
- 1970: Real Club de Polo de Barcelona
- 1971 bis 1975: Club Egara
- 1976: CD Terrassa
- 1977: Real Club de Polo de Barcelona
- 1978: Real Club de Polo de Barcelona
- 1979: Club Egara
- 1980: Real Club de Polo de Barcelona
- 1981: Real Club de Polo de Barcelona
- 1982: Real Club de Polo de Barcelona
- 1983 bis 1991: Atlètic Terrassa
- 1992: Club Egara
- 1993: Club Egara
- 1994: Atlètic Terrassa
- 1995: Atlètic Terrassa
- 1996: Club Egara
- 1997: Atlètic Terrassa
- 1998 bis 2001: Club Egara
- 2002: Real Club de Polo de Barcelona
- 2003: Real Club de Polo de Barcelona
- 2004 bis 2007: Atlètic Terrassa
- 2008: Real Club de Polo de Barcelona
- 2009 bis 2012: Atlètic Terrassa
- 2013 bis 2015: Real Club de Polo de Barcelona
- 2016: Cub Egara
- 2017: Atlétic Terrassa HC
- 2018: Real Club de Polo de Barcelona
- 2019: SC Irraref
- 2020: Coronabedingt ausgefallen
- 2021: Villa da Madrid Country Club
- 2022: Atlétic Terrassa HC
- 2023–2024: Villa da Madrid Country Club

### Nach Titeln
- Ono Atlètic Terrassa: 22
- Real Club de Polo de Barcelona: 15
- Club Egara: 14
- Villa da Madrid Country Club: 3
- CD Terrassa: 1
- Gaviria: 1